# Torgos tracheliotus

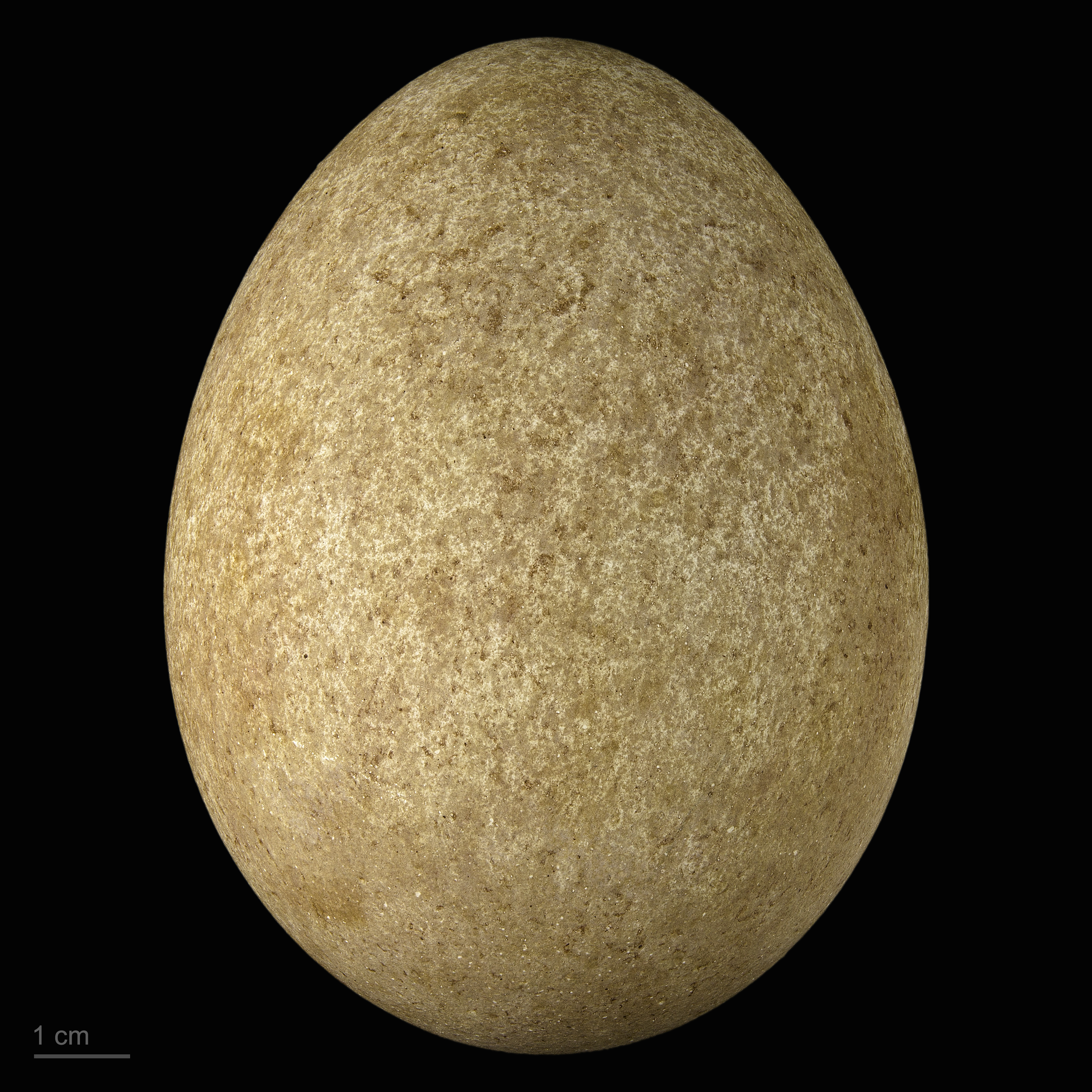
Torgos tracheliotus

L'avvoltoio orecchiuto (Torgos tracheliotos) è un avvoltoio del Vecchio Mondo. È l'unica specie del genere Torgos, al quale precedentemente veniva ascritto anche l'avvoltoio calvo.
Vive in gran parte dell'Africa, anche se è abbastanza raro ovunque; con una sottospecie distinta (Torgos tracheliotus negevensis) colonizza anche il Sinai, il deserto del Negev e probabilmente anche l'Arabia Saudita occidentale.
Misura fino a 1,15 m di lunghezza, con un'apertura alare di 2,5 med un peso di 8 kg; sono stati riportati casi di uccelli pesanti fino a 15 kg, ma si tratta di esemplari tenuti in cattività e sovralimentati.
Come molti avvoltoi, ha la testa nuda, per evitare di imbrattarsi col sangue ed i fluidi corporei delle carcasse di cui si ciba: il colore rosa acceso (a volte tendente al rosso) è la caratteristica distintiva della specie.
Nonostante sia prevalentemente  spazzino, vaga volando ad alte quote alla ricerca di grosse carcasse (che individua grazie alla vista molto acuta), più degli altri avvoltoi tende a predare attivamente animali giovani o malati, ed a saccheggiare i nidi di altri uccelli, in particolare dei fenicotteri minori.
Sono i più aggressivi e forti fra gli avvoltoi africani, infatti al loro arrivo gli avvoltoi già presenti cedono il posto; da un lato, l'arrivo dell'avvoltoio orecchiuto rappresenta un beneficio anche per loro, poiché col loro forte becco questi uccelli tagliano facilmente i tendini ed i muscoli dei grandi mammiferi, permettendo agli altri di avere via libera sulle interiora.